# ミニシリーズ
ミニシリーズ（miniseriesないしmini-series）は、あらかじめ決められた限られたエピソード数の連続ドラマのこと。米国において、テレビジョン放送されるテレビドラマでは、複数のシーズンにまたがる、あらかじめエピソード数が決まっていない形式が大多数であり、これに対するのがミニシリーズである。米国では、同義語で「リミテッドシリーズ」とも呼ばれる。
例として、アメリカ合衆国の定額制動画配信サービス「Netflix」にて2022年より開始されたオリジナルドラマシリーズ167番組のうち、ミニシリーズは18番組であり、残りの149番組は複数シーズンにまたがることを前提としていた。ただしそのうち約半分である75番組は、結果的に1シーズンで終わっている。
イギリスや他のイギリス連邦諸国で、継続的な物語のプロットラインを持つ番組を表すために「シリアル」と言う用語が使用され、一連のエピソードを表すためには「シーズン」という用語が北アメリカで使用されるのと同様に「シリーズ」が使用される。

## 定義
ミニシリーズは、継続的なテレビシリーズと区別され、後者は通常決められたエピソード数を持たず、数年間続くことがある。1970年代初頭にこの用語が米国で造られる前、継続的なエピソード形式は常に雑誌や新聞の連続した版に掲載される小説と同じように、「シリアル（連載）」と呼ばれていた。イギリスでは、ミニシリーズはしばしばシリーズまたはシリアルと呼ばれている。
何人かの解説者が、この用語のより正確な定義を提供している。「ハリウェルのテレビ・コンパニオン」（Halliwell's Television Companion、1987年）で、レスリー・ハリウェルとフィリップ・パーサーは、ミニシリーズは「さまざまな長さの4から6のエピソードで示される」傾向があると示唆しており、 一方、「オーストラリアの歴史的ミニ・シリーズにおけるテキストの革新」（Textual Innovation in the Australian Historical Mini-series、1989年）でスチュアート・カニンガムは、ミニシリーズを「連続番組やシリーズ番組に関連する2話以上13話以下のシーズンまたはハーフシーズンブロックの限定番組」と定義した。1980年代や90年代には、2、3夜にわたって放送されるテレビ映画が米国では一般的にミニシリーズと呼ばれるようになった。
フランシス・ウィーンは『テレビジョン：ア・ヒストリー』（Television: A History、1985年）の中で、両者のキャラクター開発の違いを「ソープオペラもゴールデンタイムのシリーズも、無期限で放映されることを前提に作られているため、主人公のキャラクターを成長させる余裕がない。一方、ミニシリーズでは、（従来の演劇や小説のように）始まり、中間、終わりが明確に定義されているため、連続ドラマの進行に伴って登場人物が変化したり、成熟したり、死んだりすることができる」と指摘している。
2015年、テレビ芸術科学アカデミーはエミー賞ノミネート作品の分類方法に関するガイドラインを変更し、放送期間が限定された番組はすべて「ミニシリーズ」ではなく「リミテッド・シリーズ」と呼ぶようになった。これは、この部門が「優れたリミテッド・シリーズ」と名付けられていた1974年に戻ったものである。1986年に「優れたミニシリーズ」に変更されていたミニシリーズは、2011年から2014年までテレビ映画と同じカテゴリーに分類され、その後再び別のカテゴリーに分類された。

### 21世紀の定義
コリンズ英語辞典（オンライン、2021年時点、イギリス）では、ミニシリーズを「短期間、連続した日または週に放映されるいくつかのパートからなるテレビ番組」と定義し、ウェブスター新世界大学生用辞典（第4版、2010年、アメリカ）の定義は「限られたエピソード数で連続放送されるテレビドラマまたはドキュドラマ」であるとしている。
一般的な用法では、2020年頃にはミニシリーズとリミテッドシリーズの境界がやや曖昧になり、「3話から12話の自己完結型の物語」を持つシリーズと表現されるようになった。